# Gèminis (astrologia)

Signe dels bessons

Gèminis o gèmini (segons Lluís Marquet), també anomenat el signe dels bessons, és el tercer signe del zodíac. El Sol el travessa entre el 21 de maig i el 21 de juny, aproximadament i segons l'any. A aquest signe, el regeix Mercuri, planeta que regeix els viatges curts, la comunicació, l'educació primària, els germans, etc. Els seus colors són el groc i diverses gammes de grisos i les pedres amb què s'identifica són principalment el beril·li i el topazi.
Se'l classifica dins l'element aire i de la qualitat mutable. L'arquetip de personalitat de bessons s'associa a conceptes com la inconstància, l'entusiasme juvenil, la curiositat i la xafarderia, a l'enginy, la rapidesa mental i oral, l'oratòria, entre d'altres. Metafòricament, a bessons se l'anomena l'"adolescent del zodíac". Per norma general, els signes mutables cerquen oferir un servei als altres i, en tractar-se també bessons d'un signe d'aire (l'aire es relaciona amb tot allò que és mental, cognitiu i comunicació), es considera que els oficis ideals per a aquest signe són aquells relacionats amb l'educació (especialment infantil i primària), els mitjans de comunicació (periodisme) o també amb la literatura.
Es considera que bessons s'avé millor amb els altres signes d'aire (balança i aquari) i amb els de foc, exceptuant, amb matisos, el sagitari per ser-ne el seu oposat, igual que manté una forta incompatibilitat amb verge i peixos. Aquest quadre de compatibilitats i incompatibilitats no reflecteix un perfil individual o lectura individual tal com s'interpreta dins de l'astrologia, sinó que reflecteixen una orientació general i la referència a la compatibilitat segons el que és dictat per variables com qualitats i elements en el zodíac.